# Blue Note Records
A Blue Note Records é uma gravadora de jazz norte-americana, fundada em 1939 por Alfred Lion e Max Margulis. Francis Wolff faria, também, parte do projecto por pouco tempo. O seu nome tem origem no termo de jazz e blues, blue note. A Blue Note Records faz parte (2008) do grupo EMI. Em 2013 passa a ter seu catálogo e futuros lançamentos serem distribuídos pela Capitol Records, agora sob propriedade da Universal Music Group.
A Blue Note esteve desde cedo associada ao estilo hard bop (incluindo também bebop, soul, blues, rhythm and blues e gospel). Horace Silver, Jimmy Smith, Freddie Hubbard, Lee Morgan, Art Blakey e Grant Green estavam entre os principais artistas da editora; Após a 2ª Guerra Mundial, no entanto, quase todos os músicos mais importantes gravariam para a Blue Note. No entanto, Song for My Father, de Horace Silver, Cantaloupe Island de Herbie Hancock e Cantaloop (Flip Fantasia) do grupo de jazz-rap Us3 são os principais trabalhos da gravadora.